# Prionacris viridipennis
Prionacris viridipennis är en insektsart som beskrevs av Marius Descamps 1978. Prionacris viridipennis ingår i släktet Prionacris och familjen Romaleidae. Inga underarter finns listade i Catalogue of Life.